# Idaea maurusi
Idaea maurusi là một loài bướm đêm trong họ Geometridae.